# 张德友 (1946年)
张德友（1946年8月—） ，黑龙江省兰西人。中华人民共和国政治人物。中国人民解放军少将。

## 生平
1966年6月加入中国共产党，1965年，加入中国人民解放军。1981年，担任第39军政治部组织处处长。同年8月，担任第39军115师343团政委。1985年，担任第39集团军115师政治部主任。1988年11月，任第39集团军坦克第三师政治部主任。1990年，担任坦克第三师政委。1994年，担任第39集团军政治部主任。1996年10月，任第39集团军副政委。1997年，被授予少将军衔。2001年3月，任辽宁省军区政委。同年7月，担任任中共辽宁省委常委、辽宁省军区政委。